# Linux Game Publishing
Linux Game Publishing (kurz LGP) war ein Software-Unternehmen mit Sitz in Nottingham, England, das darauf spezialisiert war, Computerspiele nach Linux zu portieren.

## Geschichte
Die Firma wurde 2001 von Michael Simms als Antwort auf die drohende Schließung der Firma Loki Software, die ein ähnliches Ziel hatte, gegründet. Häufig gab LGP Portierungsarbeiten an andere Entwickler weiter, z. B. Knights and Merchants an RuneSoft oder Postal² an Ex-Loki-Mitarbeiter Ryan C. Gordon, und agierte für diese Spiele nur als Publisher. Am 31. Januar 2012 übergab Gründer Michael Simms die Leitung der Firma an Clive Crous, als Grund gab er gesundheitliche Beeinträchtigungen und Burnout an.

## Veröffentlichte Spiele
- Creatures: Internet Edition, veröffentlicht am 21. Dezember 2001
- MindRover: The Europa Project, 13. Dezember 2002
- Candy Cruncher, 6. Februar 2003
- Majesty: Gold Edition, 15. April 2003
- NingPo MahJong, 21. Januar 2004
- Hyperspace Delivery Boy!, 10. Mai 2004
- Software Tycoon, 10. Januar 2005
- Postal²: Share The Pain, 4. Februar 2005
- Soul Ride, 24. Juni 2005
- X²: The Threat, 30. Mai 2006
- Gorky 17, 15. Juni 2006
- Cold War, 4. August 2006
- Knights and Merchants, 13. März 2007
- Ballistics, 7. Juni 2007
- X³: Reunion, 5. Dezember 2008
- Jets'n'Guns, 30. Januar 2009
- Sacred Gold, 9. April 2009
- Shadowgrounds, 16. September 2009
- Shadowgrounds Survivor, 18. September 2009

## In Entwicklung befindliche Spiele
- Disciples II: Dark Prophecy, in Entwicklung seit 2002
- Bandits: Phoenix Rising, in Entwicklung seit 2003